# 维琪·福特
（娘家姓Pollock，1967年9月21日—）是一位英国保守黨政治人物，曾任国际发展国務大臣，下院切姆斯福德选区议员，前投资银行家。

## 背景经历
维多利亚·格蕾斯·波洛克在1967年9月21日生于北爱尔兰泰隆郡的奥马，父母安东尼和Deborah Marion 波洛克都是英国医生。 小时候，她与母亲一起参加北爱和平运动，其父代表北爱尔兰联盟党参加地方选举 。
她在北爱尔兰的小学和奥马学院读书，但她父亲去世后，转学到英国本土的学校。福特在私立年月日、私立马尔堡学院接受教育，后在剑桥大学三一学院学习数学和经济学。
1989到2001年，福特在摩根大通工作，位至贷款银团部副总裁。  2001年，她加入贝尔斯登，担任贷款资本市场的董事总经理，直到2003年。

## 外部连接
- 官方网站
- 英国的個人檔案
- 公鞭記載的投票紀錄
- TheyWorkForYou記載的紀錄